# Niesłusznie oskarżeni
Niesłusznie oskarżeni (org. Ride in the Whirlwind) – western produkcji amerykańskiej z 1966 roku w reż. Monte Hellmana. 

## Opis fabuły
Stany Zjednoczone XIX w., Dziki Zachód. Trzech złoczyńców pod wodzą "Ślepego Dicka" dokonuje rabunkowego napadu na dyliżans zabijając członka ochrony. Po powrocie do swojej kryjówki na prerii, napotykają na grupę trzech koniokradów, którym oferują gościnę. Rankiem okazuje się, że wszyscy są otoczeni przez grupę pościgową. Po krótkiej wymianie ognia ginie jeden z ludzi "Ślepego Dicka" oraz jeden z koniokradów. "Ślepy Dick" wraz z drugim z ocalałych przestępców zostaje powieszony, natomiast ocaleli koniokradzi Vern i Wes uciekają do pobliskiego kanionu. Wyczerpani i bez koni docierają od osamotnionej farmy, gdzie żyje Evan wraz z żoną i córką. Uciekinierzy nie są nastawieni wrogo do jej mieszkańców, jednak podczas próby uprowadzenia niezbędnych do dalszej ucieczki koni, Evan sięga po broń. W wyniku strzelaniny ginie Evan, a Vern zostaje ciężko ranny. Obydwaj koniokradzi uciekają na jednym koniu ścigani przez pościg. Vern zdaje sobie sprawę, że w jego stanie dalsza ucieczka nie ma szans powodzenia. Zostaje na drodze aby ostatnimi strzałami powstrzymać pościg. Dopadnięty przez ścigających, umiera od ran, jednak czas który zyskał pozwala uciec Wesowi.   

## Obsada aktorska
- Cameron Mitchell – Vern
- Millie Perkins – Abigail (córka Evana)
- Jack Nicholson – Wes
- Katherine Squire – Catherine (żona Evana)
- George Mitchell – Evan
- Rupert Crosse – "Indian Joe"
- Harry Dean Stanton – "Ślepy Dick"
- John Hackett – Winslow
- Tom Filer – Otis
- B.J. Merholz – Edgar
- Brandon Carroll – Quint Mapes
- Peter Cannon – Hagerman
- William A. Keller – Roy

i inni. 